# Quebrada Pachingo
La quebrada Pachingo está ubicada al sur de la bahía de Tongoy, al este de la Cordillera de Talinay y al norte de la cuenca del río Limarí. Se le considera normalmente como una sola en conjunción con la quebrada Seca que es la parte superior y austral de la hoya.
Es posible que durante el Mioceno-Pleistoceno el río Limarí desembocara hacia el norte, en la bahía de Tongoy para después, por razones desconocidas, seguir su curso hacia el oeste para atravesar la cordillera de Talinay y desembocar en las condiciones en las que se encuentra en la Edad Contemporánea.: 47 

## Caudal y régimen
Es de escurrimiento efímero durante periodos de lluvias abundantes. En la parte alta recoge derrames de riego y de hecho al oriente de la carretera hay en su caja algunos terrenos regados.: 276 
El plan de manejo de los humedales de Tongoy explica para la hidrología de la zona:
La hoya hidrográfica que drena hacia la Bahía de Tongoy posee una superficie de aprox. 2.770 km² y está surcada por quebradas largas y profundas, denominadas de este a oeste: El Romeral, Tongoy (Los Camarones), Los Almendros, Los Litres (Salinas) y Pachingo (Avilés, 2016) (ver Figura), además, hacia Bahía Barnes drenan las quebradas de El Romeral y Tongoy, de características análogas, pero no iguales, a las tres antes mencionadas. Los Almedros, Los Litres y Pachingo se encuentran limitadas al mar por barreras conformadas por bermas formando lagunas litorales de carácter albuférico. Durante las estaciones secas, la mayoría de estas quebradas no alcanzan el mar y forman humedales que albergan una variada fauna y flora; sin embargo, cuando ocasionalmente la zona es afectada por intensas precipitaciones, la escorrentía de las quebradas alcanza la bahía aportando sedimento que luego se asienta en el fondo de ella.

## Historia
Francisco Solano Asta-Buruaga y Cienfuegos escribió en 1899 en su obra póstuma Diccionario Geográfico de la República de Chile sobre el lugar:
Pachingo.-—Aldea del departamento de Ovalle. Está situada al O. del cerro de Tamaya y á 15 kilómetros hacia el S. del puerto de Tongoy en el abra de la Quebrada Seca, por la que sube de ese puerto el ferrocarril que va á las minas de dicho cerro. Es de casas sencillas y contiene 453 habitantes.
Luis Risopatrón lo describe en su Diccionario Jeográfico de Chile en 1924 sobre la quebrada:: 239 
Pachingo (Quebrada de). Ofrece terrenos fértiles i cultivos escasos, es de mui reducido caudal de aguas claras, limpias i potables, está embancada en su desembocadura, donde la profundidad de sus aguas permite que se la atraviese a pié i remata en la costa S de la bahía de Tongoi. 129; i 156; estero de Tangue en 62, II, p. 287; i rio en 1, XXV, p. 450 i carta 100.